# Белорусско-непальские отношения
Дипломатические отношения между двумя странами были установлены в 1992 году.

## Двусторонние встречи
В декабре 2008 года в Министерстве иностранных дел Непала по инициативе белорусской стороны состоялась встреча первого секретаря посольства Беларуси в Индии с заместителем департамента по делам Европы. Были обсуждены различные вопросы двусторонних отношений и дальнейшего развития договорноправовой базы.

## Переговорный процесс
- Подготовка соглашений об отмене виз для владельцев дипломатических, служебных и официальных паспортов
- Соглашение о торгово-экономическом сотрудничестве и взаимной защите инвестиций.

## Дипломатические представительства и консульства
- Беларусь представляет свои интересы в Непале через своё посольство в Индии.
- Непал представляет свои интересы в Белоруссии через своё посольство в России. Почётным генеральным консулом Непала в Республике Беларусь является Упендра Махато[1].